# 竟成镇
竟成镇，是中华人民共和国江西省景德镇市珠山区下辖的一个乡镇级行政单位。

## 行政区划
竟成镇下辖以下地区：
樊家井村、方家山村、后街村、前街村、新厂村、黄泥头村、湖田村、三宝村、童街村、银坑村、昌江村、小港嘴村、青塘村、三河村和河西村。